# Kanton Méry-sur-Seine
Méry-sur-Seine is een voormalig kanton van het Franse departement Aube. Het kanton maakte deel uit van het arrondissement Nogent-sur-Seine. Het werd opgeheven bij decreet van 21 februari 2014 met uitwerking op 22 maart 2015. Alle gemeenten werden opgenomen in het toen nieuw gevormde kanton Creney-près-Troyes.

## Gemeenten
Het kanton Méry-sur-Seine omvatte de volgende gemeenten:
- Bessy
- Boulages
- Champfleury
- Chapelle-Vallon
- Charny-le-Bachot
- Châtres
- Chauchigny
- Droupt-Saint-Basle
- Droupt-Sainte-Marie
- Étrelles-sur-Aube
- Fontaine-les-Grès
- Les Grandes-Chapelles
- Longueville-sur-Aube
- Méry-sur-Seine (hoofdplaats)
- Mesgrigny
- Plancy-l'Abbaye
- Prémierfait
- Rhèges
- Rilly-Sainte-Syre
- Saint-Mesmin
- Saint-Oulph
- Salon
- Savières
- Vallant-Saint-Georges
- Viâpres-le-Petit